# 88 (getal)
88 (achtentachtig) is het natuurlijke getal volgend op 87 en voorafgaand aan 89. 88 is een onaanraakbaar getal.
'88' wordt door vrouwelijke radio zendamateurs geseind als groet en betekent "love and kisses". Dit is een variant op het gebruikelijke '73' dat als standaard groet geseind wordt.

## Overig
Achtentachtig is ook:
- Het jaar 88 en 1988.
- Het gebruikelijke aantal toetsen op een piano.
- Het atoomnummer van het scheikundig element Radium (Ra).
- Het aantal verdiepingen van elk van de Petronas Twin Towers.
- In de morsetelegrafiewereld staat de afkorting "88" voor: "Love and Kisses". Ook bekend als Phillips Code.[1][2]
- De 8 staat voor de 8ste letter van het alfabet, de H. Daarvan uitgaande wordt het getal 88 gebruikt voor neonazisymboliek en staat voor Heil Hitler. Naast deze betekenis kan het getal ook verwijzen naar Heinrich Himmler, aan wie sommige neonazi's zich meer verwant voelen dan aan Hitler zelf. Veelal gebruiken neonazi's dit getal samen met 18, wat verwijst naar Adolf Hitler (A, H, de eerste en achtste letter van het alfabet), als tatoeage.